# Споменик Јовану Ненаду у Суботици
Споменик Јовану Ненаду у Суботици, свечано је откривен, 27. новембра 1927. године, на централном градском тргу, данашњем Тргу Слободе.
Вековима након своје смрти Јован Ненад је постао легендарна фигура за Србе. Многи српски историчари га као првог тамошњег српског владара сматрају зачетником данашње Војводине.

## Цар Јован Ненад
Цар Јован Ненад или Јован Црни био је вођа војника који је у анархији која настала након погибије хрватско-угарског краља Људевита Јагеловића освојио контролу на делу данашње Војводине и прогласио се царем своје „државице” која је настала након повлачења главнине отоманске војске о септембру/октобру 1526. године и престала постојати 25. јула 1527. године.

## Формирање Одбора и подизање споменика
Почетком  1927. године, историчар др Алекса Ивић, професор Правног факултета у Суботици, покренуо је иницијативу за организовање прославе и подизање споменика. У одбор за прославу укључило се бројно угледно грађанство словенског порекла. Посао на изради три фигуре поверен је Петру Палавичинију,  цењеном југословенском вајару, који је у мермеру изразио своје уметничко виђење Јована Ненада и његових дворјана – фрањевца Фабијана Литерате и палатина Суботе Врлића. Скулптуре су од карарскога, а постамент је био од венчачког мермера. На највишем месту је „цар” у ратничкој опреми, Литерата у рукама има књигу и перо, а Субота Врлић држи суботичку тврђаву и штит са грбом Kраљевине Срба, Хрвата и Словенаца. На споменику стоји натпис: „Твоја је мисао победила”.

## Рушење и обнова споменика
По уласку фашистичке мађарске војске у Суботицу, 1941. године, споменик је порушен, а обезглављене мермерне фигуре су остале да леже обезглављене у дворишту тадашњег музеја. После одлуке да се споменик обнови и поново постави на тргу поред Градске куће, рестаурацију скулптура је урадио академски вајар мр. Сава Халугин, а пројекат постоља је израдио дипломирани инжењер архитектуре Александар Петров.
Ново постоље за споменик израдио је Васо Злоколица из Жабља и то од прилепског мермера, а новац за овај и све остале послове око постављања споменика обезбедио је СKЦ „Свети Сава” кроз добровољне прилоге и бесплатно извођење радова.
Споменик је по други пут откривен 9. новембра 1991. године.